# Сальваторе Сампері
Сальвато́ре Сампе́рі (італ. Salvatore Samperi; 26 липня 1944, Падуя, Королівство Італія — 4 березня 2009, Тревіньяно-Романо, Італія) — італійський кінорежисер та сценарист. Активний діяч лівого руху констетації в італійському кінематографі, або «бунтарського кіно». Також відомий як один з основних режисерів «еротичної комедії по-італійськи». Найвідомішим фільмом режисера вважається «Підступність» (італ. Malizia) 1979 року з Лаурою Антонеллі в головній ролі.
Сальваторе Сампері двічі номінувався на отримання «Золотого ведмедя» Берлінського кінофестивалю: у 1973 році за фільм «Підступність» та 1979 року за фільм «Ернесто».

## Біографія
Сальваторе Сампері народився 26 липня 1944 року в північноіталійському місті Падуя, що входить до складу регіону Венето. Він походив з заможної родини. Деякий час навчався Падуанському університеті, але покинув його. В студентські роки Сальваторе брав участь у студентському русі 1968 року. Протести в Італії тривали з початку 1960-х років і мали на меті демократизацію навчальних закладів. З того часу Сальваторе захопився лівими ідеями в Італії, але замість протестної діяльності обрав кінематограф, як засіб «боротьби з буржуазним способом життя».
В той час Бернардо Бертолуччі знімав драму «Партнер» (італ. Partner), кіноекспресіоністський фільм, дії якого пов'язані з заворушеннями 1968 року. Сампері зіграв у фільмі одного зі студентів, а також дав частину грошей на виробництво стрічки. Того ж року Сальваторе розпочав свою власну кар'єру режисера та сценариста фільмом «Дякую, тітонько» (італ. Grazie zia). Ця стрічка сатирична, точніше похмура історія демократичного суспільства й стосунків між племінником і тіткою, в якій секс сочиться в кожному погляді та жесті. Тітку Лею зіграла Ліза Гастоні, а племінника — Лу Кастель. Кінокартина «Дякую, тітонько» — стала одним з перших еротичних фільмів італійського кінематографа після послаблення цензури й першим успіхом в кар'єрі Сампері.

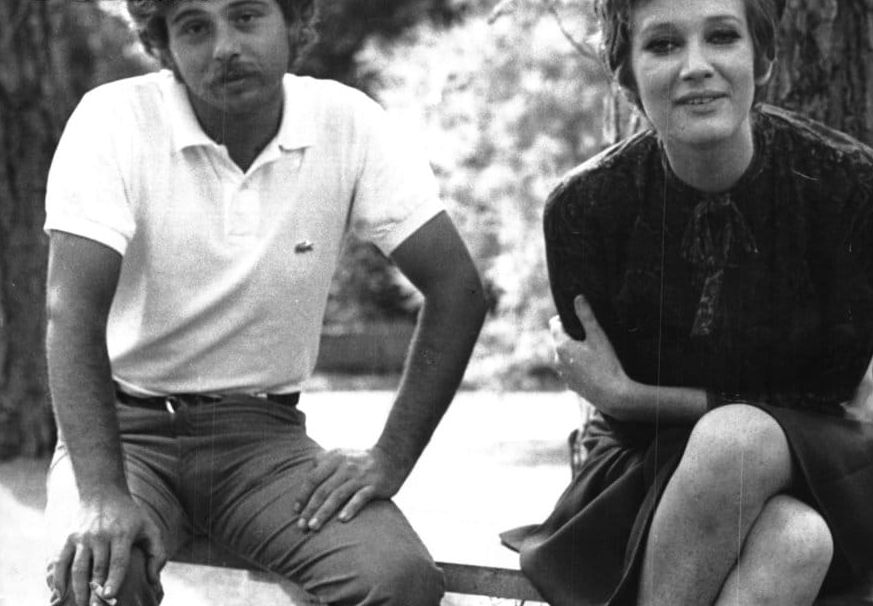
Сампері та Карла Гравіна під час зйомок Серце матері (фільм, 1969), 1969 рік

Перші фільми Сампері, зокрема «Серце матері» (італ. Cuore di mamma) 1969 року та «Заріжте відгодоване теля і запечіть його» (італ. Uccidete il vitello grasso e arrostitelo) 1970 року, мали сильний політичний підтекст, але не мали особливого успіху. Сам Сальваторе сказав про «Серце матері»:
|  | Я не знаю, чому я знімаю фільми, це для мене просто природньо. І я не хотів нічого певного казати цим фільмом. Мені це подобається, і це все. |

Зйомки Покоївка (фільм). Французька акторка Флоранс Герен і Сампері. 1986 рік

До еротичної теми режисер повернувся у 1973 році, коли Лаура Антонеллі зіграла роль спокусливої економки у фільмі «Підступність» (італ. Malizia). Цей фільм, дія якого відбувається у 1950 році на сонячній Сицилії, є, мабуть, найвідомішим фільмом Сампері. Він не тільки мав фінансовий успіх, але й прославив Лауру Антонеллі як одну з секс-символів 1970-х років. Через рік він знову зняв тих же акторів у фільмі «Коханці та інші родичі» з Лаурою Антонеллі й Алессандро Момо, як і в «Підступності» в головних ролях. Однак, цей фільм не досяг такої популярності, можливо, через більшу кількість еротизму та вульгарність.
У 1977 році Сальваторе зняв еротичну драму про сексуальність дітей і підлітків «Нене» (італ. Nenè), яка є найвідомішим фільмом за участі «Лоліти італійського кіно», Леонори Фані. Різноманітні еротичні сюжети продовжувалися в кар'єрі Сампері і в майбутньому. Зокрема, комедія «Лакриця» (італ. Liquirizia) 1981 року отримала значне визнання та гарні відгуки кінокритиків.
Найбільший успіх у Сальваторе мали фільми, налаштовані на еротику, серед них був також фільм «Фотографуючи Патрицію» (італ. Fotografando Patrizia) 1984 року з Монікою Гуерріторе в головній ролі Патриції Віані. Кіно, схоже на «Підступність» чи «Коханці та інші родичі», цього разу розповідало про кохання сестри та брата та одну з найбільш табуйованих тем суспільства — інцест.
У 1991 році відбулося повернення «Підступності» під назвою «Підступність 2000» (італ. Malizia 2mila) знову з Антонеллі в головній ролі. Однак фільм не приніс бажаного успіху й став останньою повнометражною кінокартиною Сальваторе. Деякий час режисер знімав стрічки тільки для телебачення, та й то, після тривалої перерви. У 2004 році це був мінісеріал «Мадам» (італ. Madame), а у 2008 році «Кров і троянда» (італ. Il sangue e la rosa). Він попрощався зі світом серіалом «Честь і повага» (італ. L'onore e il rispetto), перша частина якого вийшла в ефір у 2006 році, друга лише у 2009 році, вже після смерті Сальваторе. Режисерську роботу завершив Луїджі Парізі, який також підготував третє продовження 2012 року. Сальваторе Сампері помер у Римі 4 березня 2009 року у віці 64 років.

## Фільмографія
| Рік  |   | Українська назва                         | Оригінальна назва                        | Роль                         |
| ---- | - | ---------------------------------------- | ---------------------------------------- | ---------------------------- |
| 1968 | ф | Дякую, тітонько                          | Grazie zia                               | режисер, сценарист           |
| 1969 | ф | Серце матері                             | Cuore di mamma                           | режисер, сценарист           |
| 1970 | ф | Заріжте відгодоване теля і запечіть його | Uccidete il vitello grasso e arrostitelo | режисер, сценарист           |
| 1971 | ф | Вугрі на 300 мільйонів доларів           | Un'anguilla da 300 milioni               | режисер, сценарист           |
| 1971 | ф | Рівнодення                               | Equinozio                                | сценарист                    |
| 1972 | ф | Блаженні та багаті                       | Beati i ricchi                           | режисер, сценарист           |
| 1973 | ф | Підступність                             | Malizia                                  | режисер, сценарист           |
| 1974 | ф | Коханці та інші родичі                   | Peccato veniale                          | режисер, сценарист           |
| 1974 | ф | Розчарування                             | La sbandata                              | режисер, сценарист, продюсер |
| 1976 | ф | Скандал                                  | Scandalo                                 | режисер                      |
| 1976 | ф | Штурмгрупа                               | Sturmtruppen                             | режисер                      |
| 1977 | ф | Нене                                     | Nenè                                     | режисер, сценарист           |
| 1978 | ф | Ернесто                                  | Ernesto                                  | режисер, сценарист           |
| 1979 | ф | Лакриця                                  | Liquirizia                               | режисер, сценарист           |
| 1980 | ф | Кохання у вагоні першого класу           | Un amore in prima classe                 | режисер, сценарист           |
| 1981 | ф | Цнотлива та чиста                        | Casta e pura                             | режисер                      |
| 1982 | ф | Штурмгрупа 2 — Всі на фронт              | Sturmtruppen 2 — Tutti al fronte         | режисер                      |
| 1983 | ф | Вперед до успіху                         | Vai alla grande                          | режисер                      |
| 1984 | ф | Фотографуючи Патрицію                    | Fotografando Patrizia                    | режисер, сценарист           |
| 1986 | ф | Покоївка                                 | фр. La Bonne                             | режисер, сценарист           |
| 1991 | ф | Підступність 2000                        | Malizia 2mila                            | режисер, сценарист           |
| 1993 | с | Де ти був тієї ночі                      | Dov'eri quella notte                     | режисер                      |
| 2004 | с | Мадам                                    | Madame                                   | режисер                      |
| 2006 | с | Честь і повага                           | L'onore e il rispetto                    | режисер                      |
| 2008 | с | Кров і троянда                           | Il sangue e la rosa                      | режисер                      |
| 2009 | с | Честь і повага — Частина друга           | L'onore e il rispetto — Parte seconda    | режисер                      |